# Licania tomentosa
Licania tomentosa là một loài thực vật có hoa trong họ Cám. Loài này được (Benth.) Fritsch. mô tả khoa học đầu tiên năm 1889.

## Hình ảnh

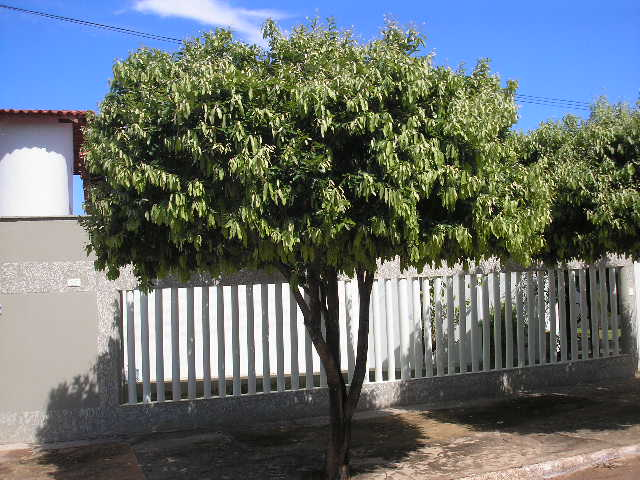
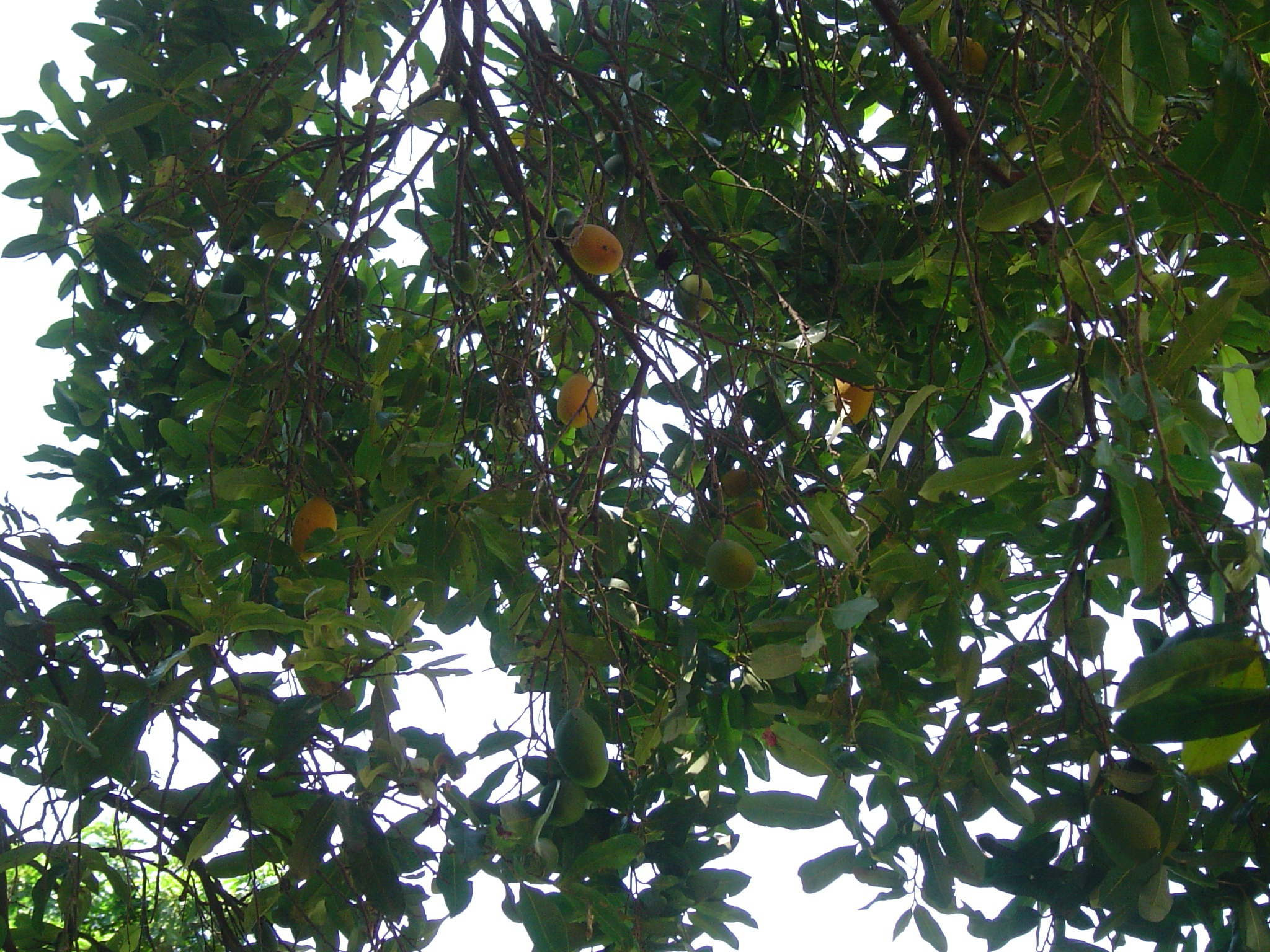